# Süderstapel
Süderstapel (dänisch: Sønder Stabel) ist ein Ortsteil der Gemeinde Stapel im Kreis Schleswig-Flensburg in Schleswig-Holstein. Er grenzt an die beiden Kreise Dithmarschen und Nordfriesland.

## Geografie
Süderstapel befindet sich am südlichen Rand des Stapelholmer Geestvorsprungs zwischen den Flüssen Treene im Norden und der Eider im Süden und südwestlich vom Nachbarort Norderstapel im Westen der naturräumlichen Haupteinheit Eider-Treene-Niederung (Nr. 692). Die Dorflage der Ortschaft lagert dabei auf dem nördlichen Ufer der Eider an einem Prallhang des Flusses. Der Geestvorsprung reicht hier bis zu 15 Meter über das angrenzende Ufer. Südöstlich des Ortes entwässert die Alte Sorge über Großer-, wie auch Neuer Schlote durch die Steinschleuse in die Eider. Da weite Bereiche des Einzugsgebiets der Alten Sorge, wie auch der ehemalige Norderstapeler See, unter dem Meeresspiegel liegen, hat die Steinschleuse neben einem Sielbauwerk auch ein Schöpfwerk. Am Eiderdeich selbst befindet sich eine Wehle aus dem Jahr 1794.

## Geschichte

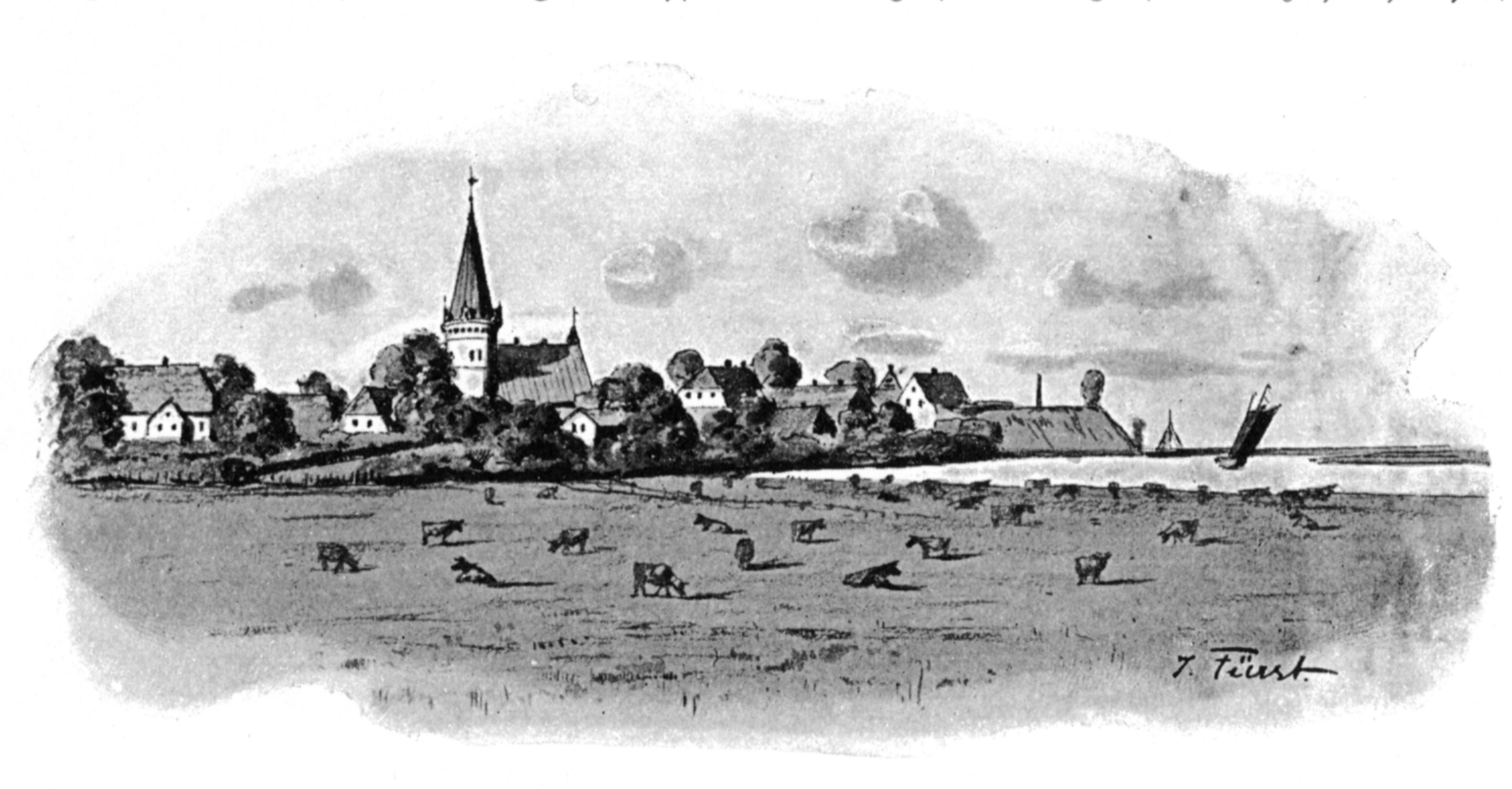
Süderstapel um 1895

In Süderstapel finden sich mehrere prähistorische Grabstätten, darunter ein Grabhügel auf dem Wollenberg, so dass die Region in dieser Zeit schon besiedelt gewesen sein muss. Süderstapel wurde wahrscheinlich um 1200 gegründet, da die Katharinenkirche aus dieser Zeit stammt. Die erste urkundliche Erwähnung stammt jedoch aus der Mitte des 15. Jahrhunderts. Süderstapel war damals Gerichtsort und nachdem die Dithmarscher die Tielenburg im Gebiet des heutigen Tielenhemme zerstört hatten, seit 1500 auch Sitz des Stapelholmer Landvogts. Bis ins 16. Jahrhundert stellten die Dithmarscher vom südlichen Eiderufer die größte Gefahr für den Ort dar.
1848 beteiligte sich die Ortsbevölkerung an der Schleswig-Holsteinischen Erhebung gegen die dänische Regierung, woran seit 1898 eine Eiche mit Gedenktafel an der Kreuzung Dorfstraße/Schmiedestraße erinnert.
1885 zerstörte ein Großbrand Teile des Ortszentrums.
2018 schloss sich Süderstapel mit der Gemeinde Norderstapel zur Gemeinde Stapel zusammen.

## Politik
Die lokale Verwaltung wird durch das Amt Kropp ausgeübt, das im Bürgerhaus zwischen den beiden Ortsteilen Norderstapel und Süderstapel eine Außenstelle unterhält.
Zum 1. März 2018 schlossen sich die Gemeinden Süderstapel und Norderstapel zur neuen Gemeinde Stapel zusammen. Über die Zusammenlegung entschieden die Bürger bei einem Bürgerentscheid am 24. September 2017.

### Ehemalige Gemeindevertretung
Von den elf Sitzen in der Gemeindevertretung hatte die CDU nach der Kommunalwahl 2003 sechs Sitze, die SPD hatte vier und die Wählergemeinschaft WGS einen.
Nach der Kommunalwahl 2008 hatten die SPD und die Wählergemeinschaft WGS jeweils vier Sitze sowie die CDU drei Sitze. Seit der Kommunalwahl 2013 hatte die Wählergemeinschaft AfS vier Sitze, die Wählergemeinschaft WGS und die CDU hatten jeweils drei Sitze sowie die SPD einen Sitz.

### Ehemalige Bürgermeister
Seit 2013 war Alexander Schmitz-Neuber von der Wählergemeinschaft AfS Bürgermeister der Gemeinde. Er löste Ingo Endler von der SPD ab, der das Amt 2008 von Hans-Joachim Bellendorf von der CDU übernahm.

### Wappen
Blasonierung: „In Blau ein aufrechter, kurzer, oben und unten mit einem Knauf abschließender, in der Mitte sich verdickender goldener Stab, der mit seiner unteren Hälfte drei silberne Wellenfäden überdeckt.“

## Wirtschaft und Verkehr
Das Ortsgebiet ist überwiegend landwirtschaftlich geprägt, es gibt jedoch auch einige Handels- und Gewerbebetriebe. Der Tourismus ist eine wichtige Einnahmequelle für die Gemeinde. An der Eider befinden sich zwei Sportboothäfen mit 120 Liegeplätzen und ein Strand. Die Hausarztpraxis schließt zum Jahresende 2022.
Süderstapel liegt etwa 18 km südöstlich von Husum an der Bundesstraße 202 von Rendsburg in Richtung Nordseeküste. Die ehemaligen Eisenbahnstrecken Bahnstrecke Schleswig Altstadt-Friedrichstadt (1905) und Rendsburg-Husum kreuzten sich beim Ort. Bahnverbindungen wurden aber 1934 bzw. 1974 eingestellt.

## Kultur und Tourismus

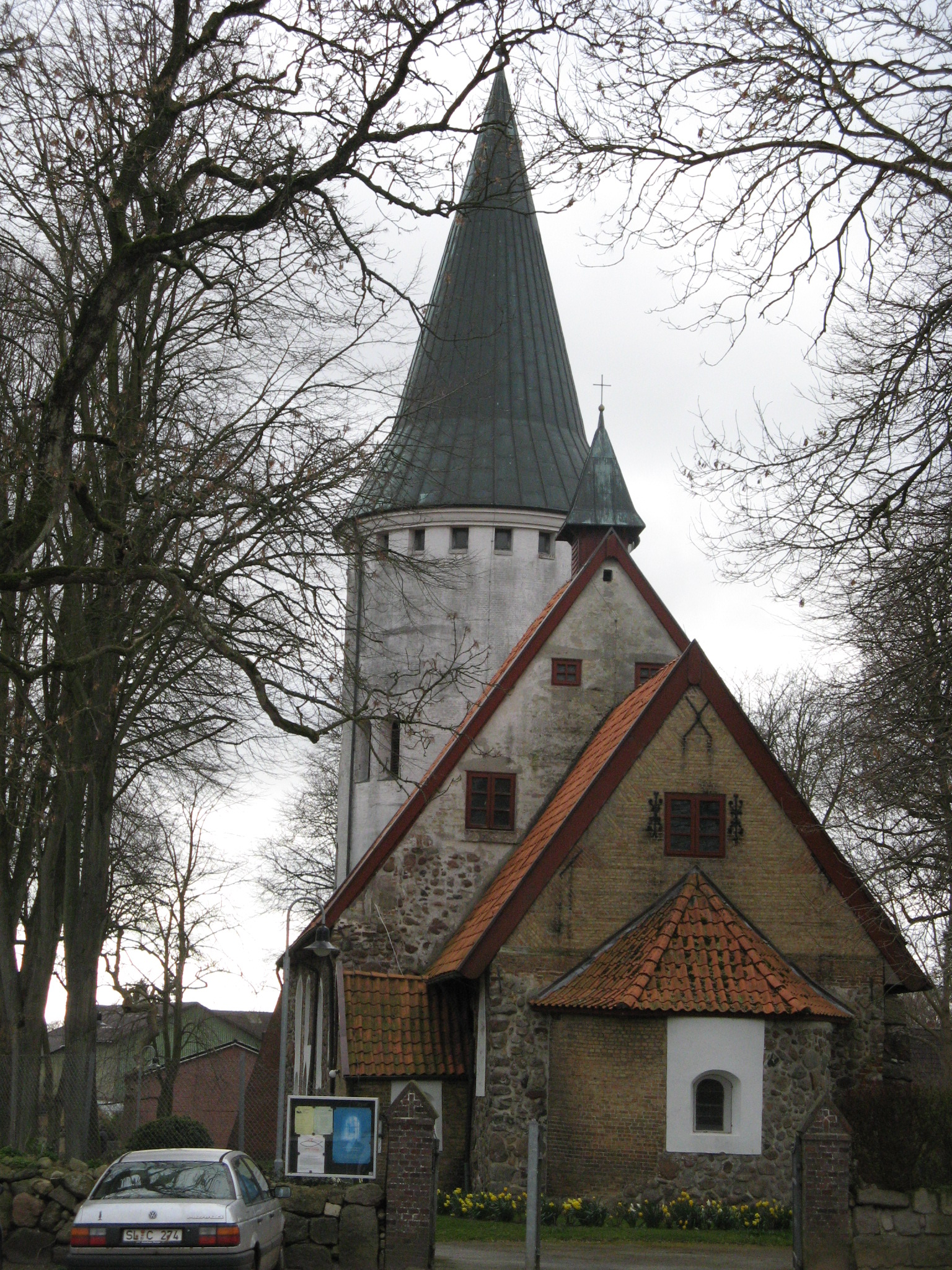
St. Katharinen

In der Liste der Kulturdenkmale in Süderstapel stehen die in der Denkmalliste des Landes Schleswig-Holstein eingetragenen Kulturdenkmale.
Die St. Katharinenkirche ist eine der ältesten heute noch erhaltenen Kirchen in Stapelholm. Der Chor mit der Halbrundapsis wurde vermutlich in zwei Bauphasen errichtet. Der Baubeginn wird um 1300 datiert. Später wurde der Kapelle das Kirchenschiff und der Turm hinzugefügt. Durch Angriffe der Dithmarscher wurde sie im 15. Jahrhundert mehrfach zerstört. Die letzte größere Veränderung fand nach einem Blitzeinschlag 1876 statt. Allerdings hat die Bausubstanz in den letzten Jahren erheblich gelitten.

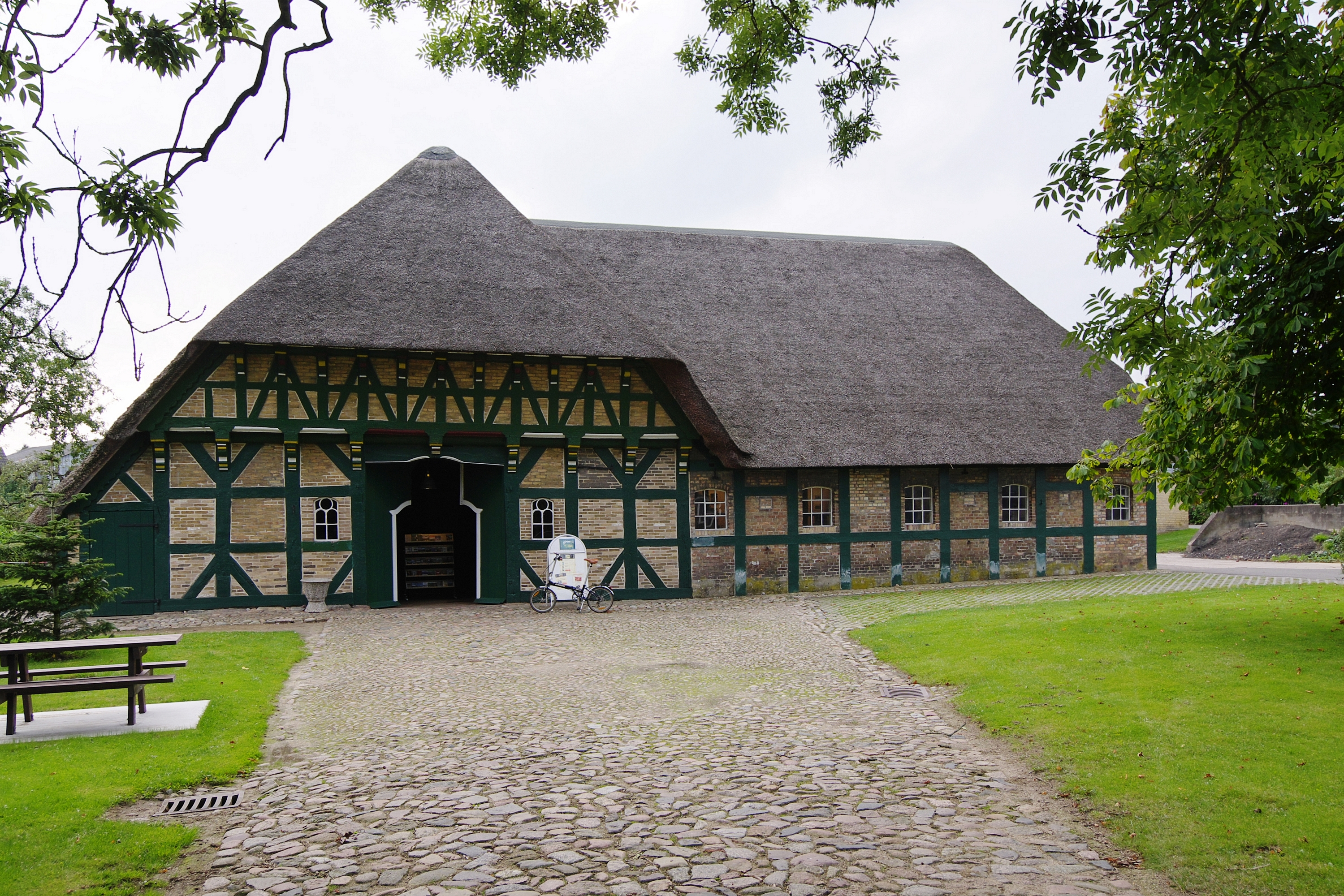
Ohlsenhaus

Das Ohlsenhaus ist ein Fachhallenhaus mit für die Gegend selten prächtigem Fachwerk zur Straße hin. Die Bauernglocke von 1874 vor demselben Grundstück ist relativ jung, da vorher die Glocke der Katharinenkirche diesbezügliche Aufgaben wahrnahm. Zwischen 2006 und dem Verkauf des Hauses an einen Privatinvestor 2022 diente die Deele des denkmalgeschützten Hauses unter dem Motto Autoren-Bücher-Begegnungen als Treffpunkt und Veranstaltungsort der Literaturreihe Literatur im Ohlsenhaus.
Weitere Sehenswürdigkeiten sind das Fjordgestüt Wegmann, die Gedenkeiche zur Schleswig-Holsteinischen Erhebung an der Straßenkreuzung Dorfstraße/Schmiedestraße und die ehemalige Gaststätte Eiderschleife in der Vogteistraße. 1821 wurde an das Apotheker- und Distriktarzthaus von 1810 die Landschreiberei, die Amtsstuben des Landvogtes, angebaut. Das Privileg von 1844 für den Apothekenbetrieb geht auf den dänischen König zurück. Im Sommer kommen viele Gäste an den Strand an der Eider. Daher wurde im Sommer 2021 im Rahmen der Dorferneuerung mehrere touristische Einrichtungen am Eiderstrand geschaffen, u. a. ein verbesserter Badestrand und eine Slipanlage für Sportboote.
Zu nennen ist die jährliche Veranstaltung „Rock an der Eider“, als „Umsonst-und-Draußen-Festival“ jeweils am zweiten August-Wochenende angeboten, das 2019 das erste Mal ausfiel und pandemiebedingt auch 2020 und 2021 nicht stattfand, aber 2022 wieder durchgeführt wurde. Auch ein jährlicher Markt, der seit über 400 Jahren besteht, zählt zu den Attraktionen.
Aus touristischer Sicht ist die Einstufung als Erholungsort wichtig.

## Söhne und Töchter des Ortes

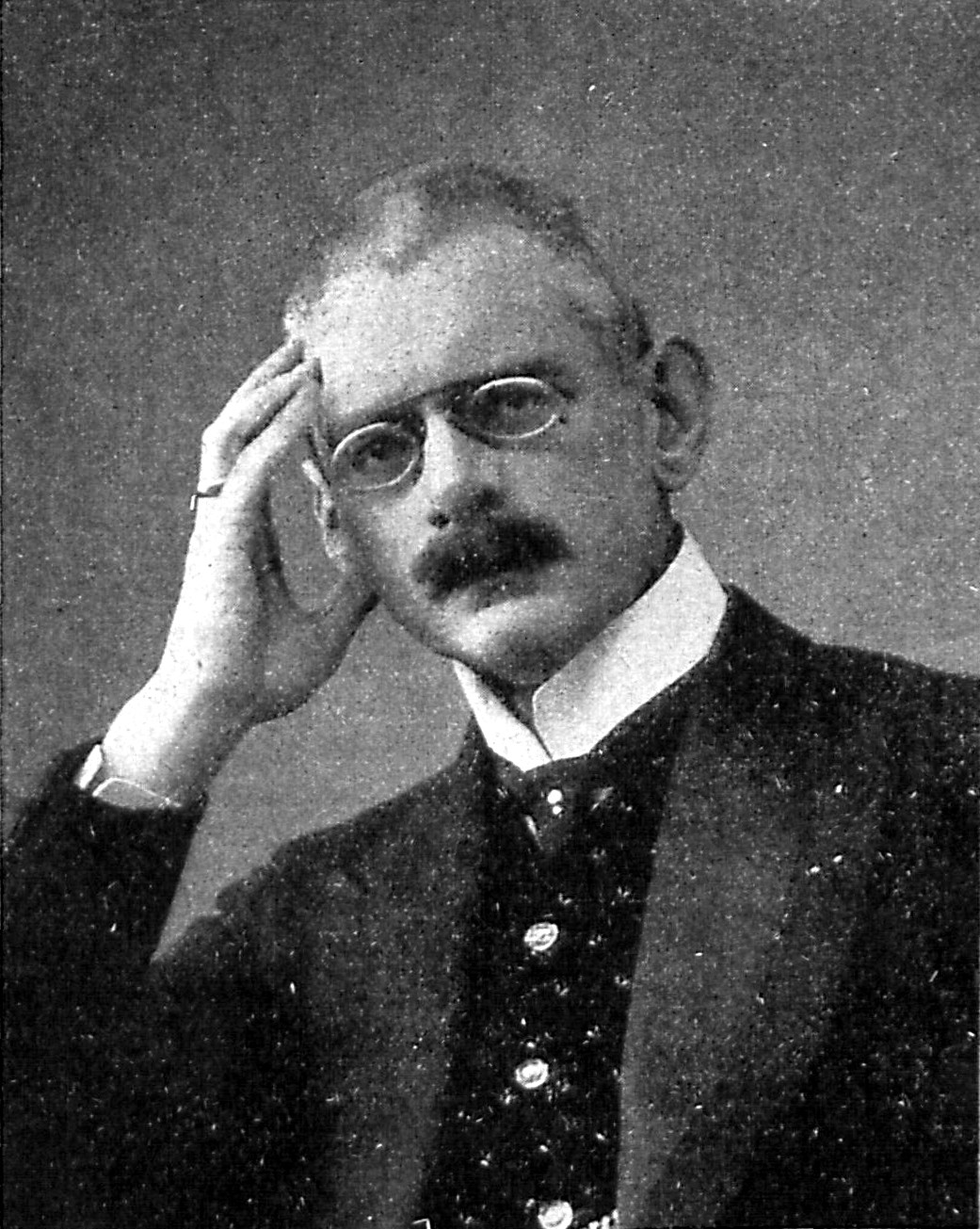
Adolf von Tiedemann

- Johann Adrian Bolten (1742–1807), lutherischer Theologe, Historiker, Schriftsteller und Bibelübersetzer
- Adolf von Tiedemann (1865–1915), Offizier, Publizist und Kolonialist
- Hinrich Medau (1890–1974), Gymnastiklehrer, Gründer der Medau-Schule auf Schloss Hohenfels in Coburg